# ジョゼ・ラモス＝ホルタ
ジョゼ・マヌエル・ラモス＝ホルタ（ポルトガル語: José Manuel  Ramos-Horta, 1949年12月26日 - ）は、東ティモールの政治家。同国大統領（第2・5代）。ポルトガル語ではHを発音しないため、ジョゼ・ラモス＝オルタと表記する方がより原音に忠実である。
ディリ出身。東ティモールの独立運動に関わり、1996年にはノーベル平和賞を受賞している。大統領（第2代）、首相（第2代）を歴任した。民族抵抗評議会共同代表。

## 来歴

### 学生時代
1949年、ポルトガル人デポルタード（追放者）の父親と、ティモール人の母親の間に生まれた。ソイバダのコレジオ（キリスト教の高等教育機関）から、ディリのリセウ（高等教育課程）に進学し、同校卒業後の1970年に20歳でディリの観光情報センターに就職した。

### 東ティモール独立運動
しかし同年、ホテル・レゼンデのバーでアメリカ人観光客と話した際に、「ポルトガルが開発できないのならアメリカ人にやらせたほうがましだ、もしポルトガル人が開発できないのならギニアビサウのようにやってやる（独立運動をする）」 と言っていたことが警察に伝わり、2年間、モザンビークに追放された。1972年に帰国後、ジャーナリストとして活動を始める。
1974年1月14日付のオーストラリアのノーザンテリトリー・ニューズ紙のインタビューで、モザンビーク解放戦線初代党首のエドゥアルド・モンドラーネの言葉を引用して、ポルトガルの植民地政策を批判した。これがポルトガル植民地省を激怒させ、ホルタはオーストラリア留学という名目で2度目の追放処分を受けた。ホルタは4月27日に出国が決まっていたが、4月25日にポルトガルで軍事クーデター（カーネーション革命）が起きたため中止となった。同年、ティモール社会民主協会(ASDT)の設立に参加。ホルタは外交担当となり、インドネシアやオーストラリアに派遣された。ASDTは同年、東ティモール独立革命戦線（FRETILIN、フレティリン）に改称した。
1975年、インドネシアの侵攻を受けるなか独立を宣言した東ティモール民主共和国では外務大臣の役職にあった。フレティリン内では穏健派としてマリ・アルカティリと対立し、東ティモール民主共和国の独立宣言にも反対の立場にあった。インドネシア侵攻直後には、アビリオ・アラウジョとともに国連安保理の討議での発言を許された。
その後、フレティリンは国際社会の支援を得るためポルトガルのリスボンに海外代表部を置き、ホルタはニューヨークで活動を続けた。1988年、シャナナ・グスマンが、民族統一戦線の結成のためにフレティリンを離脱してマウベレ民族抵抗評議会(CNRM)を結成したが、フレティリン海外代表部がこれを拒否したため、ホルタもフレティリンを離脱し、シャナナとCNRMの海外代表を担うこととなった。1994年に欧州議会人権委員会で、東ティモール人の自決権行使を3段階によって達成しようとする和平案を発表し、注目を浴びた。また、1995年に国連の仲介によって実現した「全東ティモール人包括対話」でも重要な役割を果たしている。1996年、「東ティモールにおける紛争の正当で平和的な解決への尽力」を評価され、カルロス・フィリペ・シメネス・ベロ司教とともにノーベル平和賞を受賞した。1998年、CNRMがCNRT（ティモール民族抵抗評議会）に改組されると、ホルタは副総裁に選出された。　

### 東ティモール独立後
独立に向けて国際連合東ティモール暫定行政機構(UNTAET)による統治下で行われた制憲議会選挙では、選挙直前にCNRTは解散し、ホルタはいずれの政党にも加わらず、出馬もしなかった。2002年に独立した東ティモールで外務大臣に就任、2006年7月10日より退陣したマリ・アルカティリの後任としてグスマン大統領より首相に指名され就任（国防大臣を兼任）。のちに大統領選に立候補し、与党・フレティリン候補のフランシスコ・グテレス党首との決選投票を制し、2007年5月20日にグスマン初代大統領の後をうけて、第2代大統領に就任した。
2007年6月30日に行われた国民議会選挙では、グスマン党首率いる東ティモール再建国民会議（CNRT、先述のティモール民族抵抗評議会とは別）が18議席を獲得し議会第2党に躍進。フレティリンはかろうじて第1党であったが、65議席中21議席と大幅に議席を減らした。この結果を踏まえ与野党による挙国一致内閣を目指したが、東ティモール独立革命戦線のマリ・アルカティリ書記長は、これに異を唱えた。一旦はその考えを受け入れたが、CNRT率いる野党連合とフレティリンは、何週間も論争を繰り返したが合意には至らなかった。選挙により決定的な差がつかなかったことも要因とされる。これにより、野党連合による連立政権を組閣することを決断。8月6日にグスマン党首を首相に指名し組閣を指示、8月8日にグスマンは首相に就任した。アルカティリはこれを憲法違反と主張し法的手段で闘うと述べ、フレティリンは彼の決定を非難している。
2008年2月11日に暗殺計画により銃撃され、重傷を負った。銃撃戦により護衛の1人が負傷し、アルフレド・レイナドを含む反乱軍兵士2人が死亡した。ホルタはディリにあるオーストラリア軍の基地に搬送され、さらに治療のためオーストラリアのロイヤル・ダーウィン・ホスピタルに移され、何度も手術を受け回復。
2010年3月15日、明仁天皇と会見し、日本の支援に対し謝意を表し、3月16日には鳩山由紀夫内閣総理大臣と会談し、この時も日本の支援に謝意を表明した。また、UNMIT事務総長副特別代表を務め、15日に急死した川上隆久に哀悼の意を表した。3月19日、広島市の原爆資料館や原爆ドームなどを視察した。また、広島平和記念公園にも趣き、同公園内にある原爆の子の像に持参した千羽鶴を捧げた。
2012年3月17日に行われた大統領選挙ではインフラ整備や治安対策などでグスマンと意見が対立してCNRTの支援を得られず、また全国的な選挙運動も行わなかったことから第1回投票で得票率17.99%に留まり、タウル・マタン・ルアクに敗れた。この年、法政大学より名誉博士の学位を授与される。
2013年1月、国連のアフリカ西部ギニアビサウ問題を担当する事務総長特別代表に指名される。2022年1月、同年に行われる予定の大統領選挙への出馬を表明。3月19日の第1目投票では46.58％の票を獲得して第1位となり、2位となった現職のフランシスコ・グテレス（22.16％）と共に4月19日の決選投票に進出。62.1％の票を獲得して当選し、5月20日に再び大統領に就任することとなった。

## 人物
母語のテトゥン語とポルトガル語に加え、英語、フランス語、スペイン語の5ヶ国語を流暢に話す。

## 家族
子息は、離婚したペソア国家行政相との間に長男がおり、その後は独身。